# Onde de choc (téléfilm)
Pour plus de détails, voir Fiche technique et Distribution.
Onde de choc (No Code of Conduct) est un téléfilm américain réalisé par Bret Michaels, et diffusé en 1998.

## Synopsis
Jake Peterson et Paul DeLucca, deux ex-partenaires, sont contraints de refaire équipe afin de coincer une bande de trafiquants. 
Mais ceux-ci sont prêts à tout pour récupérer les 50 millions de dollars en héroïnes, à la suite d'une opération de police.

## Fiche technique
- Titre original : No Code of Conduct
- Réalisation : Bret Michaels
- Scénario : Bret Michaels, Charlie Sheen, Bill Gucwa et Ed Masterson
- Photographie : Adam Kane
- Musique : Kyle Level et Bret Michaels
- Pays : États-Unis
- Durée : 90 min

## Distribution
- Charlie Sheen : Jake Peterson
- Martin Sheen : Bill Peterson
- Mark Dacascos : Paul DeLucca
- Paul Gleason : John Bagwell
- Joe Lando : Willdog
- Tina Nguyen : Shi
- Joe Estevez : Pappy
- Meredith Salenger : Rebecca Peterson (créditée comme Meredith Salinger)
- Courtney Gains : Cameron
- Ron Masak : Julian Disanto